# Maruina lanceolata
Maruina lanceolata és una espècie d'insecte dípter pertanyent a la família dels psicòdids que es troba a Nord-amèrica: el Canadà i els Estats Units (Califòrnia, Washington, Nevada, Arizona, Texas i Nou Mèxic).